# HC Sibir Novosibirsk
HC Sibir Novosibirsk é um clube de hóquei no gelo profissional russo sediado em Novosibirsk, Sibéria. Eles são membros da Liga Continental de Hockey.

## História
Fundando originariamente em 19682, pela fusão do Dynamo Novosibirsk e Khimik Novosibirsk, para ingressaram em ligas regionais e representar a cidade.
São membros da Liga Continental de Hockey desde a primeira temporada.